# Nikołaj Ozolin
Nikołaj Georgijewicz Ozolin (ros. Николай Георгиевич Озолин, ur. 2 listopada 1906 w Komarowie, zm. 25 czerwca 2000) – radziecki lekkoatleta, specjalista skoku o tyczce, medalista mistrzostw Europy z 1946, później profesor nauk pedagogicznych, trener.
Był czołowym tyczkarzem Europy w latach 30. XX wieku. W latach 1937–1939 trzykrotnie poprawiał najlepszy wynik w Europie (Związek Radziecki nie należał wówczas do IAAF i wyniki zawodników radzieckich nie były uznawane za rekordy świata ani Europy), do rezultatu 4,30 m osiągniętego 31 lipca 1939 w Moskwie.
Zdobył srebrny medal na mistrzostwach Europy w 1946 w Oslo, przegrywając jedynie z reprezentantem Szwecji Allanem Lindbergiem, a wyprzedzając Jana Béma z Czechosłowacji.
Dwanaście razy był mistrzem ZSRR w skoku o tyczce w latach 1928, 1934, 1938–1940, 1943, 1944 i 1946–1950, a także wicemistrzem w 1931 i 1935 oraz brązowym medalistą w 1927, 1936 i 1937. Był również wicemistrzem ZSRR w trójskoku w 1927 i brązowym medalistą w skoku w dal w 1931.
Dziesięć razy rekord ZSRR do wspomnianego wyniku 4,30 m.
Był również mistrzem ZSRR w skokach narciarskich w 1935.
W 1937 otrzymał tytuł Zasłużonego Mistrza Sportu ZSRR. Po zakończeniu kariery zawodniczej pracował jako trener, a także wykładowca teorii i metodyki sportu. Był redaktorem podstawowego podręcznika lekkiej atletyki w ZSRR. Uzyskał stopień doktora nauk pedagogicznych w 1972.
Otrzymał Order Lenina (1957), Order Czerwonego Sztandaru Pracy (1954), Order „Znak Honoru” (1937), tytuł Zasłużony Działacz Nauki RFSRR.
Pochowany na Cmentarzu Wostriakowskim w Moskwie.